# Canton du Pays d'Olmes
Le canton du Pays d'Olmes est une circonscription électorale française du département de l'Ariège, créée par le décret du 18 février 2014 et entrée en vigueur lors des élections départementales de 2015.

## Histoire
Un nouveau découpage territorial de l'Ariège entre en vigueur en mars 2015, défini par le décret du 18 février 2014, en application des lois du 17 mai 2013 (loi organique 2013-402 et loi 2013-403).
Les conseillers départementaux sont, à compter de ces élections, élus au scrutin majoritaire binominal mixte. Les électeurs de chaque canton élisent au Conseil départemental, nouvelle appellation du Conseil général, deux membres de sexe différent, qui se présentent en binôme de candidats. Les conseillers départementaux sont élus pour six ans au scrutin binominal majoritaire à deux tours, l'accès au second tour nécessitant 12,5 % des inscrits au 1er tour. En outre la totalité des conseillers départementaux est renouvelée. Ce nouveau mode de scrutin nécessite un redécoupage des cantons dont le nombre est divisé par deux avec arrondi à l'unité impaire supérieure si ce nombre n'est pas entier impair, assorti de conditions de seuils minimaux. En Ariège, le nombre de cantons passe ainsi de 22 à 13. Le canton du pays d'Olmes fait partie des douze nouveaux cantons du département, le canton de Mirepoix gardant la même dénomination, mais avec des limites territoriales différentes.

## Représentation
| Période élective | Période élective | Mandat | Mandat   | Identité       | Nuance | Nuance | Qualité                            |
| ---------------- | ---------------- | ------ | -------- | -------------- | ------ | ------ | ---------------------------------- |
| 2015             | 2021             | 2015   | 2021     | Jessica Miquel |        | DVG    | Assistante d'éducation à Lavelanet |
| 2015             | 2021             | 2015   | 2021     | Marc Sanchez   |        | DVG    | Maire de Lavelanet                 |
| 2021             | 2028             | 2021   | en cours | Jessica Miquel |        | DVG    | Conseillère sortante               |
| 2021             | 2028             | 2021   | en cours | Marc Sanchez   |        | DVG    | Maire de Lavelanet                 |

### Résultats détaillés

#### Élections de mars 2015
À l'issue du 1er tour des élections départementales de 2015, trois binômes sont en ballottage : Jessica Miquel et Marc Sanchez (ESA, 37,65 %), Thérèse Aliot et André Nadouce (FN, 35,31 %) et Raphaëlle Girard et Jean-Pierre Stahl (PS, 27,04 %). Le taux de participation est de 55,21 % (5 705 votants sur 10 334 inscrits) contre 55,65 % au niveau départementalet 50,17 % au niveau national.
Au second tour, Jessica Miquel et Marc Sanchez (ESA) sont élus avec 60,88 % des suffrages exprimés et un taux de participation de 56,83 % (3 209 voix pour 5 873 votants et 10 334 inscrits).

#### Élections de juin 2021
Le premier tour des élections départementales de 2021 est marqué par un très faible taux de participation (33,26 % au niveau national). Dans le canton du Pays d'Olmes, ce taux de participation est de 37,79 % (3 781 votants sur 10 004 inscrits) contre 42,44 % au niveau départemental. À l'issue de ce premier tour, deux binômes sont en ballottage : Jessica Miquel et Marc Sanchez (PS, 58,48 %) et Jean-Marc Garnier et Laurence Rogeré (RN, 28,49 %).
Le second tour des élections est marqué une nouvelle fois par une abstention massive équivalente au premier tour. Les taux de participation sont de 34,3 % au niveau national, 43,46 % dans le département et 39,01 % dans le canton du Pays d'Olmes. Jessica Miquel et Marc Sanchez (PS) sont élus avec 69,99 % des suffrages exprimés (2 514 voix pour 3 903 votants et 10 006 inscrits),,.

## Composition
Le canton du Pays d'Olmes comprenait 23 communes entières à sa création.
| Nom                               | Code Insee | Intercommunalité         | Superficie (km2) | Population (dernière pop. légale) | Densité (hab./km2) | Modifier                                    |
| --------------------------------- | ---------- | ------------------------ | ---------------- | --------------------------------- | ------------------ | ------------------------------------------- |
| Lavelanet (bureau centralisateur) | 09160      | CC du Pays d'Olmes       | 12,57            | 6 018 (2022)                      | 479                | modifier les données · modifier les données |
| L'Aiguillon                       | 09003      | CC du Pays d'Olmes       | 6,37             | 375 (2022)                        | 59                 | modifier les données · modifier les données |
| Bélesta                           | 09047      | CC du Pays d'Olmes       | 26,94            | 1 085 (2022)                      | 40                 | modifier les données · modifier les données |
| Bénaix                            | 09051      | CC du Pays d'Olmes       | 14,68            | 151 (2022)                        | 10                 | modifier les données · modifier les données |
| Carla-de-Roquefort                | 09080      | CC du Pays d'Olmes       | 9,34             | 166 (2022)                        | 18                 | modifier les données · modifier les données |
| Dreuilhe                          | 09106      | CC du Pays d'Olmes       | 6,93             | 363 (2022)                        | 52                 | modifier les données · modifier les données |
| Fougax-et-Barrineuf               | 09125      | CC du Pays d'Olmes       | 31,48            | 430 (2022)                        | 14                 | modifier les données · modifier les données |
| Freychenet                        | 09126      | CC du Pays d'Olmes       | 24,69            | 82 (2022)                         | 3,3                | modifier les données · modifier les données |
| Ilhat                             | 09142      | CC du Pays d'Olmes       | 6,89             | 124 (2022)                        | 18                 | modifier les données · modifier les données |
| Lesparrou                         | 09165      | CC du Pays d'Olmes       | 16,09            | 233 (2022)                        | 14                 | modifier les données · modifier les données |
| Leychert                          | 09166      | CC du Pays d'Olmes       | 5,77             | 112 (2022)                        | 19                 | modifier les données · modifier les données |
| Lieurac                           | 09168      | CC du Pays d'Olmes       | 6,42             | 180 (2022)                        | 28                 | modifier les données · modifier les données |
| Montferrier                       | 09206      | CC du Pays d'Olmes       | 51,79            | 544 (2022)                        | 11                 | modifier les données · modifier les données |
| Montségur                         | 09211      | CC du Pays d'Olmes       | 37,16            | 116 (2022)                        | 3,1                | modifier les données · modifier les données |
| Nalzen                            | 09215      | CC du Pays d'Olmes       | 5,50             | 112 (2022)                        | 20                 | modifier les données · modifier les données |
| Péreille                          | 09227      | CC du Pays d'Olmes       | 5,36             | 186 (2022)                        | 35                 | modifier les données · modifier les données |
| Raissac                           | 09242      | CC du Pays d'Olmes       | 3,84             | 49 (2022)                         | 13                 | modifier les données · modifier les données |
| Roquefixade                       | 09249      | CC du Pays d'Olmes       | 12,31            | 150 (2022)                        | 12                 | modifier les données · modifier les données |
| Roquefort-les-Cascades            | 09250      | CC du Pays d'Olmes       | 7,08             | 83 (2022)                         | 12                 | modifier les données · modifier les données |
| Saint-Jean-d'Aigues-Vives         | 09262      | CC du Pays d'Olmes       | 4,52             | 370 (2022)                        | 82                 | modifier les données · modifier les données |
| Sautel                            | 09281      | CC du Pays d'Olmes       | 9,13             | 127 (2022)                        | 14                 | modifier les données · modifier les données |
| Soula                             | 09300      | CA L'Agglo Foix-Varilhes | 11,16            | 171 (2022)                        | 15                 | modifier les données · modifier les données |
| Villeneuve-d'Olmes                | 09336      | CC du Pays d'Olmes       | 5,92             | 962 (2022)                        | 163                | modifier les données · modifier les données |
| Canton du Pays d'Olmes            | 0909       |                          | 321,94           | 12 189 (2022)                     | 38                 | modifier les données                        |

## Démographie
En 2022, le canton comptait 12 189 habitants, en évolution de −1,7 % par rapport à 2016 (Ariège : +1,48 %, France hors Mayotte : +2,11 %).
| 2013   | 2018   | 2022   |
| ------ | ------ | ------ |
| 12 752 | 12 326 | 12 189 |